# Unión Milagreña
Unión Milagreña ist eine Ortschaft und eine Parroquia rural („ländliches Kirchspiel“) im Kanton La Joya de los Sachas der ecuadorianischen Provinz Orellana. Sitz der Verwaltung ist die Ortschaft Unión Milagreña, 25 km ostnordöstlich der Provinzhauptstadt Puerto Francisco de Orellana sowie knapp 8 km nördlich des Río Napo gelegen. Die Parroquia besitzt eine Fläche von 140,1 km². Die Einwohnerzahl lag im Jahr 2010 bei 2900. Die Parroquia wurde am 30. Juli 1988 eingerichtet.

## Lage
Die Parroquia Unión Milagreña liegt im Amazonastiefland am Nordufer des Río Napo. Der Hauptort ist über eine 10 km lange Nebenstraße, die südlich vom Kantonshauptort La Joya de los Sachas von der Fernstraße E45A östlich abzweigt, erreichbar.
Gegenüber der Parroquia Unión Milagreña auf der Südseite des Río Napo befindet sich die Parroquia Taracoa  im Kanton Francisco de Orellana. Die Parroquia Unión Milagreña grenzt im Südwesten an die Parroquia San Carlos, im Nordwesten und im Norden an die Parroquia La Joya de los Sachas, im äußersten Nordosten an die Parroquia Limoncocha im Kanton Shushufindi der Provinz Sucumbíos sowie im Osten an die Parroquia Pompeya.

## Ökologie
Der Urwälder sind größtenteils verschwunden. Über das Areal erstrecken sich weite landwirtschaftliche Nutzflächen.